# Panthalis pustulata
Panthalis pustulata är en ringmaskart som beskrevs av Treadwell 1924. Panthalis pustulata ingår i släktet Panthalis och familjen Acoetidae. Inga underarter finns listade i Catalogue of Life.